# Province de Panama
1519–1855
Entités précédentes :
- Castille d'Or

Entités suivantes :
- État fédéral de Panama

La province de Panama ou de l'Isthme, ou le gouvernorat de Panama ou de l'Isthme durant la domination espagnole, était une entité administrative et politique de la Nouvelle-Grenade. Elle fut créée en 1519 et dissoute en 1855. Sa capitale était Panama.

## Histoire

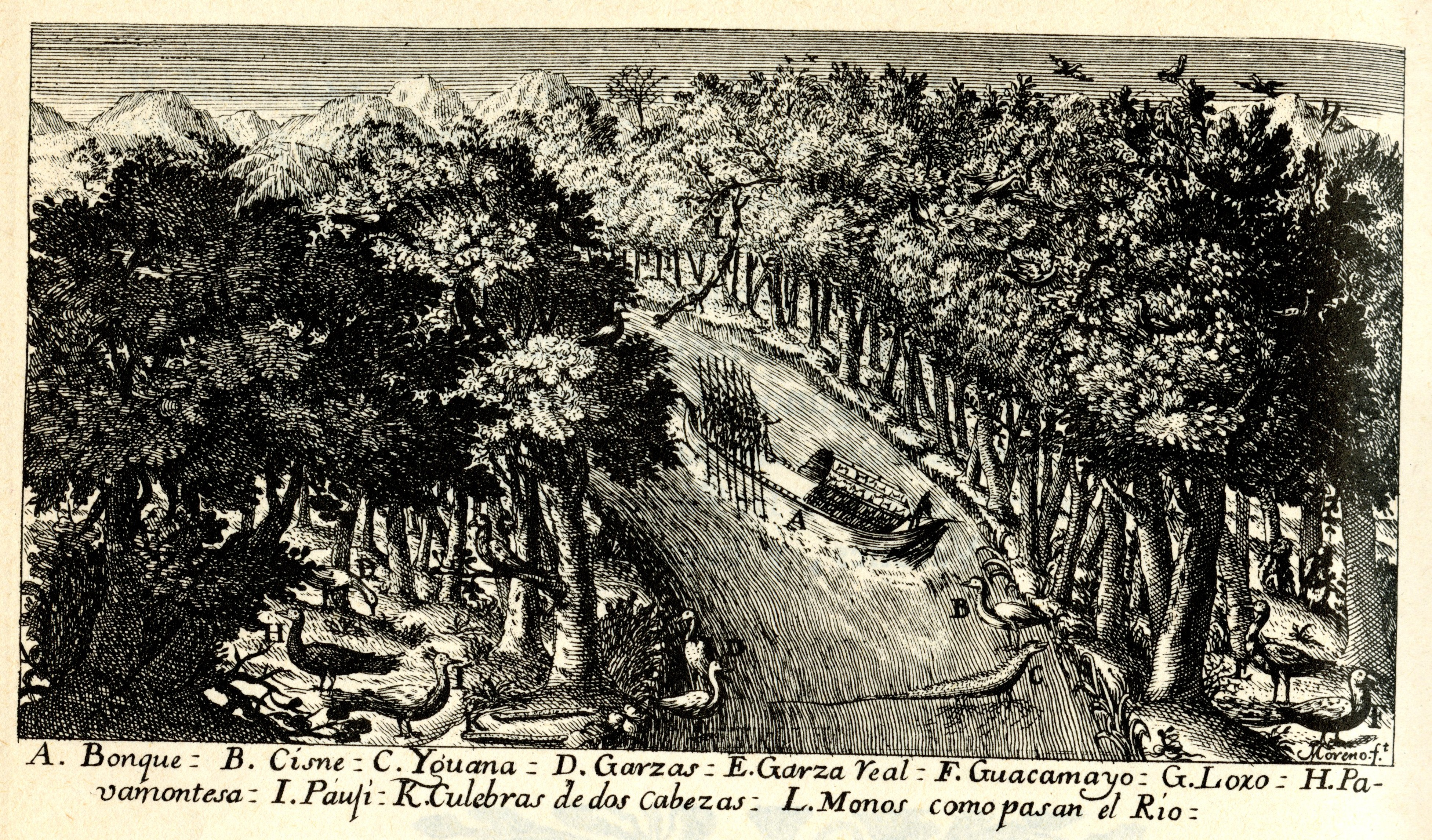
Paysage Sylvestre de la Province de Panamá, gravure de Jorge Juan y Santacilia et Antonio de Ulloa.

Créée en 1519 lors de la fondation de la ville de Panama par Pedro Arias Dávila, le gouvernorat de Panama est intégré à la vice-royauté du Pérou lors de l'établissement de cette dernière, en 1542. 
Lorsque la real cédula du 27 mai 1717 crée la vice-royauté de Nouvelle-Grenade, la province de Panama est rattachée à cette dernière. 
Durant l'époque des guerres d'indépendance en Amérique du Sud, la province de Panama se déclare indépendante de l'Espagne le 28 novembre 1821, rejoignant volontairement la Grande Colombie au sein de laquelle elle devient le département de l'Isthme. Ce dernier couvre alors tout le territoire de ce qui est aujourd'hui la République de Panama et est subdivisé à partir de 1824 en deux provinces : Panama et Veragua. 
Après la dissolution de la Grande Colombie, la province fait partie de la république de Nouvelle-Grenade. Jusqu'à quatre provinces composent le territoire du gouvernorat initial : Panama, Azuero, Chiriquí et Veragua.
Le 27 février 1855, les quatre provinces de l'isthme de Panama fusionnent et deviennent l'État fédéral de Panama, un des huit États fédérés amenés à constituer à partir de 1858 la Confédération grenadine.

La province de Panama en 1810
La province de Panama en 1855

## Démographie
Selon les données publiées en 1789 par le secrétaire de la vice-royauté Francisco Silvestre dans son livre Descripción del Reino de Santafé de Bogotá, les provinces de Panama et Veragua comptent ensemble une population de près de 59 914 habitants.
Selon le recensement de 1851, la province comptait 52 322 habitantes, dont 24 474 hommes et 27 848 femmes.